# (100353) 1995 TC2
(100353) 1995 TC2 es un asteroide perteneciente al cinturón de asteroides, descubierto el 14 de octubre de 1995 por el equipo del Beijing Schmidt CCD Asteroid Program desde la Estación Xinglong, Hebei, China.

## Designación y nombre
Designado provisionalmente como 1995 TC2.

## Características orbitales
1995 TC2 está situado a una distancia media del Sol de 2,418 ua, pudiendo alejarse hasta 2,960 ua y acercarse hasta 1,876 ua. Su excentricidad es 0,224 y la inclinación orbital 1,673 grados. Emplea 1373 días en completar una órbita alrededor del Sol.

## Características físicas
La magnitud absoluta de 1995 TC2 es 16,4. Tiene 1,316 km de diámetro y su albedo se estima en 0,281.